# 양지운
양지운(梁智雲 1948년 1월 18일 ~ )은 대한민국의 성우다. 1969년 TBC 5기 성우로 입사했으며, 언론통폐합으로 인하여 현재는 KBS 11기로 분류된다.

## 약력
- 만화 배역 성우로 활동하였으나, 1990년대 이후 주로 외국 영화의 번안작품의 성우로 주로 활동해 왔다.

- KBS 방영의 미국 외화시리즈 《6백만 달러의 사나이》에서 주인공 스티브 오스틴 공군대령 역의 목소리를 연기하였다.
- 양지운이 가지고 있는 한국어판 외화 전담배우는 멜 깁슨, 케빈 코스트너, 해리슨 포드, 로버트 드니로, 알 파치노, 스티브 맥퀸 등이 있다.
- 연기자로서도 활동, 1984년에는 KBS 사극 드라마 《독립문》에서 전봉준 역으로, 1990년에는 MBC 드라마 《나의 어머니》에 출연하였다.

- 2017년 10월 30일 SBS 생활의 달인 더빙을 마지막으로 48년 동안의 성우 생활을 마감했다.[3]

- 양지운은 여호와의 증인 신도로 잘 알려져 있으며, 여호와의 증인을 비롯한 비폭력주의자들이 군복무를 이에 준하는 사회봉사활동으로 대신할 수 있도록 대체복무제 도입을 위해 일하고 있다.[4]

## 학력
- 한양대학교 토목공학과

## 수상 경력
- 1984년 MBC 연기대상 라디오MC부문 우수상(홈런출발 양용입니다)
- 1985년 제12회 한국방송대상 라디오연기상
- 1999년 KBS 라디오 연기대상 최우수 외화 연기상
- 2006년 KBS 라디오 연기대상 라디오 부문 공로상
- 2010년 제37회 한국방송대상 성우 부문
- 2017년 11월 3일 대한민국 대중문화예술상 대통령 표창[5]

## 출연작

### TV 방송
- 순간포착 세상에 이런일이 (SBS) - 내레이션
- 생활의 달인 (SBS) - 내레이션
- 명작의 고향 (MBC)
- 조선왕조 오백년 (MBC)
  - 추동궁 마마 (MBC) - 내레이션
  - 뿌리깊은 나무 (MBC) - 내레이션
  - 설중매 (MBC) - 내레이션
  - 풍란 (MBC) - 내레이션
  - 임진왜란 (MBC) - 내레이션
  - 회천문 (MBC) - 내레이션
  - 남한산성 (MBC) - 내레이션
- 중국문학기행 (MBC) - 내레이션
- 체험 삶의 현장 (KBS) - 내레이션
- 제4공화국 (MBC) - 내레이션
- 감성다큐 미지수 (KBS) - 내레이션
- 놀러와 (MBC)
- 인간극장 (KBS2) - 해병대 DI 내레이션
- TV쇼 진품명품 (KBS1)
- 6시 내고향 (KBS1)
- 싱싱 일요일 (KBS)
- 단박 인터뷰 (KBS)
- 긴급구조 119 (KBS2)(2003년) - (시즌 2)내레이션
- 감성매거진 행복한 오후 (KBS2)
- 낭독의 발견 (KBS1)
- 기분 좋은 날 (MBC)
- 그레이트 마징가 (KBS) - 강쇠돌
- 좋은 아침 (SBS)
- 우당 이회영, 애국의 길을 묻다 (SBS) - 내레이션
- 생방송 투데이 (SBS)
- 잘먹고 잘사는 법 (SBS)
- 브라보 웰빙 라이프 (SBS)
- 날으는 전함 브이호 (MBC)
- 요술천사 꽃분이 (MBC)
- 극한 직업 (EBS)
- 관찰카메라 24시간 (채널 A) - 내레이션
- 컬투의 베란다쇼 (MBC) - 내레이션
- 아시아 헌터 (TV조선) - 내레이션
- 특선다큐 6부작 아우슈비츠 (영국 BBC 다큐) (KBS) - 내레이션
- 다큐공감 171회 : 가을바다, 삼부자의 전어 추격전, 247회 : 아버지는 광부였다 (KBS1) - 내레이션
- AMAZING ANIMALS (아가월드)

### 라디오 방송
- 홈런출발 (MBC 표준FM) - 진행
- 연속낭독(바보처럼 공부하고 천재처럼 꿈 꿔라) (KBS 제3라디오)
- 라디오 삼국지 (EBS FM) - 내레이션

### 영화
멜 깁슨
- 리썰 웨폰 (MBC, SBS) - 릭스
- 리썰 웨폰 2 (MBC, SBS) - 릭스
- 리썰 웨폰 3 (MBC, SBS) - 릭스
- 리썰 웨폰 4 (SBS) - 릭스
- 매드 맥스 (MBC) - 맥스
- 매드 맥스 2 (MBC) - 맥스
- 매드 맥스 3 (MBC) - 맥스
- 패트리어트 (MBC) - 마틴
- 랜섬 (SBS) - 톰 멀른
- 컨스피러시 (SBS, KBS) - 제리
- 브레이브 하트 (KBS) - 윌리엄 월리스
- 밀리언 달러 호텔 (KBS) - 스키너
- 멜 깁슨의 영원한 사랑 (SBS) - 대니얼
- 위 워 솔저스(SBS) - 핼 무어

케빈 코스트너
- 보디가드 (KBS, SBS) - 프랭크 파머
- JFK (KBS) - 짐 개리슨
- D-13 (MBC) - 케니 보좌관
- 워터월드 (SBS) - 마리너
- 병 속에 든 편지 (KBS) - 개럿

해리슨 포드
- 인디아나 존스 (MBC) - 인디아나 존스
  - 인디아나 존스2 (MBC) - 인디아나 존스
  - 인디아나 존스3 (KBS, MBC) - 인디아나 존스
  - 인디아나 존스4 (KBS) - 인디아나 존스
- 나바론 요새 2 (KBS) - 마이크 반즈비
- 도망자 (SBS, MBC) - 킴블
- 패트리어트 게임 (MBC) - 잭 라이언
- 긴급명령 (MBC) - 잭 라이언
- 의혹 (MBC, KBS, SBS) - 러스티 사비치
- 위트니스 (MBC) - 존 북
- 식스 데이 세븐 나잇 (KBS, MBC) - 퀴니
- K-19: 위도우메이커 (KBS) - 알렉세이 보스트리코프
- 에어 포스 원 (KBS, MBC) - 마셜
- 왓 라이즈 비니스 (SBS) - 노먼 스펜서
- 스타워즈 에피소드 4 (MBC) - 한 솔로
  - 스타워즈 에피소드 5 (MBC) - 한 솔로 / 해설
  - 스타워즈 에피소드 6 (MBC) - 한 솔로
- 워킹 걸 (SBS) - 잭
- 헨리 이야기(MBC) - 헨리

로버트 드니로
- 미드나이트 런 (KBS, SBS) - 잭
- 히트 (MBC) - 닐 매콜리
- 좋은 친구들 (KBS, SBS) - 지미 콘웨이
- 애널라이즈 디스 (SBS, KBS) - 폴 비티
  - 애널라이즈 댓 (SBS) - 폴 비티
- 대부2 (KBS, SBS) - 비토 콜레오네
- 미션 (KBS, SBS) - 멘도사
- 왝 더 독 (KBS) - 콘래드 브린
- 디어 헌터 (KBS) - 마이클
- 미트 페어런츠 (KBS) - 잭 바이런
  - 미트 페어런츠 2 (KBS) - 잭
- 위대한 유산 (KBS) - 러스티그
- 마빈스 룸 (KBS) - 월리 박사
- 15분 (KBS) - 에디 플레밍
- 언터처블 (MBC) - 알 카포네
- 쇼타임 (SBS) - 미치 프레스톤
- 원스 어폰 어 타임 인 아메리카 (KBS) - 누들스

스티븐 시걸
- 복수무정 (MBC) - 메이슨 스톰

리엄 니슨
- 테이큰 (KBS) - 브라이언
- 쉰들러 리스트 (KBS) - 오스카 쉰들러
- 스타워즈 에피소드 1 (MBC) - 콰이곤 진
- 다크맨 (SBS) - 페이턴 / 다크맨

러셀 크로우
- 글래디에이터 (SBS) - 막시무스
- 미스터리 알래스카 (KBS) - 존 비비
- 스테이트 오브 플레이 (KBS) - 칼 매카프리

에드 해리스
- 더 록 (KBS) - 험멜
- 스텝맘 (KBS) - 루크 해리슨

마이클 더글러스
- 장미의 전쟁 (KBS) - 올리버 로즈
- 더 게임 (KBS) - 니컬러스
- 대통령의 연인 (KBS) - 앤드루 셰퍼드 대통령
- 월 스트리트 (KBS) - 고든 게코
- 보일러 룸 (KBS) - 본인
- 나일의 대모험 (KBS) - 잭
- 폭로 (KBS) - 탐 샌더스

커트 러셀
- 솔저 (SBS) - 토드
- 파이널 디씨전 (SBS) - 데이빗 그랜트
- 3000 마일 (SBS) - 마이클 제인
- 빅 트러블 (SBS) - 잭

스티브 맥퀸
- 산 파블로 (TBC 동양방송)
- 빠삐용 (KBS, MBC) - 빠삐용
- 황야의 7인 (MBC) - 빈
- 타워링 (96년 더빙판/KBS) - 마이크

그 외
- 나는 왕이로소이다 (KBS) - 피치 (마이클 케인)
- 나폴레옹 (MBC) - 나폴레옹 보나파르트 (로드 스타이거)
- 내일을 향해 쏴라 (MBC) - 부치 캐시디 (폴 뉴먼)
- 대부 (90년 더빙판/MBC) - 소니 (제임스 칸)
- 타워링 (83년 더빙판/KBS) - 더그 (폴 뉴먼)
- 매버릭 (KBS) - 브렛 매버릭 (멜 깁슨)
- 매트릭스 시리즈 (SBS) - 모피어스(로런스 피시번)
- 마지막 황제 (KBS) - 심문관(영화용)
- 비우 (MBC) - 루돌프(오마 샤리프)
- 마루타 (MBC)
- 어페어 오브 더 넥클리스 (SBS) - 루이 드 로앙 추기경(조너선 프라이스)
- 아메리칸 뷰티 (SBS) - 버디(피터 갤러거)
- 쥬라기 공원 (SBS) - 앨런 그랜트(샘 닐)
- 마틴 쉰의 유죄 추정 (SBS) - 해럴드
- 파니와 엘비스 (SBS)
- 쿠오 바디스 (TBC) - 페트로니우스(리오 겐)
- 쿠오 바디스 (SBS) - 마커스 장군(로버트 테일러)
- 다이하드2 (SBS) - 스튜어트(윌리엄 새들러)
- 맘보 킹 (KBS) - 케사르(아르망 아상트)
- 우리들의 좋은 형사 (KBS) - 아티 루이스(마이클 키턴튼)
- 라스트 캐슬 (KBS) - 어윈(로버트 레드퍼드)
- 호텔 르완다 (KBS) - 올리버 장군(닉 놀티)
- 오르페브르 36번가 (KBS) - 레오(다니엘 오퇴유)
- 말뚝상사 빌코 (KBS) - 빌코 상사(스티븐 마틴)
- 마니 (KBS) - 마크(숀 코너리)
- 새 (KBS) - 마치(토드 마일러)
- 산타클로스 (KBS) - 스콧(팀 앨런)
- 석양의 건맨 (KBS) - 망코(클린트 이스트우드)
- 석양의 무법자 (83년 더빙판/KBS) - 블론디(클린트 이스트우드)
- 스니커즈 (MBC) - 마틴 비숍(로버트 레드포드)
- 굿 나잇 앤 굿 럭 (MBC) - 에드워드 R. 머로(데이비드 스트라선)
- 식스팩 (MBC) - 나탕(리사르 앙코니나)
- 론머맨2 (MBC) - 트레이스 역
- 전쟁과 평화 (KBS) - 피에르(헨리 폰다)
- 왕자와 거지 (KBS) - 헨던(올리버 리드)
- 브라더스 (KBS) - 미케일(울리크 톰센)
- 007 시리즈 - 제임스 본드 역
  - 007 살인 번호 (KBS) - 제임스 본드 역 숀 코너리
  - 007 위기일발 (KBS) - 제임스 본드 역 숀 코너리
  - 007 골드핑거 (KBS) - 제임스 본드 역 숀 코너리
  - 007 썬더볼 작전 (KBS) - 제임스 본드 역 숀 코너리
  - 007 두 번 산다 (KBS) - 제임스 본드 (숀 코너리)
  - 007 네버 세이 네버 어게인 (KBS) - 제임스 본드 역 숀 코너리
  - 007 다이아몬드는 영원히 (KBS) - 제임스 본드 역 숀 코너리
  - 007 죽느냐 사느냐 (KBS) - 제임스 본드 역 로저 무어
  - 007 황금총을 가진 사나이 (KBS, MBC) - 제임스 본드 역 로저 무어
  - 007 나를 사랑한 스파이 (KBS) - 제임스 본드 역 로저 무어
  - 007 문레이커 (KBS) - 제임스 본드 역 로저 무어
  - 007 유어 아이스 온리 (KBS, MBC) - 제임스 본드 역 로저 무어
  - 007 옥토퍼시 (KBS) - 제임스 본드 역 로저 무어
  - 007 뷰 투 어 킬 (KBS) - 제임스 본드 역 로저 무어
- 슈퍼맨3 (MBC) - 슈퍼맨 / 클라크 켄트(크리스토퍼 리브)
- 어니스트의 크리스마스 (KBS) - 어니스트
- 성의 (SBS) - 마르셀루스 호민관(리처드 버턴)
- 베토벤 (SBS) - 뉴턴(찰스 그로딘)
- 언더시즈 (SBS) - 부함장(게리 부시)
- 3인의 거장이 본 뉴욕인생 (KBS) - 라이오넬 도비(닉 놀티)
- 아라비아의 로렌스 (KBS) - 로렌스(피터 오툴)
- 트위스터 (KBS) - 윌리엄 빌리 하딩(빌 팩스톤)
- 코브라 (MBC) - 코브라(실베스터 스탤론)
- 죽음의 카운트다운 (KBS) - 덱스터(데니스 퀘이드)
- 지옥의 묵시록 (90년 더빙판/KBS) - 윌라드(마틴 쉰)
- 파리의 고갱 (KBS) - 고갱(도날드 서덜랜드)
- 콜드 하트 (MBC) - 네드(데이빗 카루소)
- 애니 기븐 선데이 (SBS) - 토니 다마토(알 파치노)
- 가필드2 - 프린스(팀 커리)
- 홀랜드 오퍼스 (KBS) - 홀랜드(리처드 드라이퍼스)
- SAS 특공대 (KBS) - 피터 스켈른(루이스 콜린스)
- 푸른 하늘 아래서 (KBS) - 고든(시드니 포이티어)
- 수퍼캅 (SBS) - 맷 커비(테렌스 힐)
- 내 이름은 브루스 2 (SBS) - 브루스(윤종승)
- 로미오와 줄리엣(MBC) - 머큐쇼(존 맥케너리)
- 로마 제국의 멸망(KBS) - 코모두스(크리스토퍼 플러머)
- 절망속에 핀 사랑(MBC) - 프랭크 로건(리 메이저스)
- 크미치스(MBC) - 크미치스(다니엘 올브리츠키)
- 용쟁호투(MBC) - 로퍼(존 색슨)
- 유성검의 대결(86년 더빙판/MBC) - 메이(왕우)

### 외화
- 로마 (SBS) - 루시우스(케빈 매키드)
- 슈퍼소년 앤드류 (KBS) - 닥터 벤자민 마리온 제프코트(디렉 맥그렌트)
- V 시즌 1 (KBS) - 마이크 도노반(마크 싱어)
- 애들이 줄었어요 (MBC) - 웨인 쌀린스키(피터 스콜래리)
- 아빠, 뭐하세요? (KBS) - 아빠(팀 앨런)
- 후커와 로마노 (MBC) - 후커(윌리엄 샤트너)
- 6백만 달러의 사나이 (동양방송/KBS) - 스티브(리 메이저스)
- CSI:마이애미/CSI: 과학수사대(시즌 2 마이애미와 크로스 에피때 출연.)/CSI:뉴욕(시즌 2 마이애미와 크로스 에피때 출연.) (MBC) - 호레이쇼 케인(데이비드 카루소) - 시즌 7 이후부터는 담당 성우가 신성호로 바뀌었다.
- 출동 에어울프 (MBC) - 호크(잔 마이클 빈센트)
- 애증의 세월 신즈 (MBC) - 폰 아이더펠트 소령(스티븐 버코프)
- 대제의 밀사 (MBC) - 미셸(라이문트 함슈토르프)
- 피터 대제 (MBC) - 피터대제(막시밀리안 셸)
- 전쟁과 평화 (MBC) - 피에르(세르게이 본다르추크)
- 와이즈 가이 (MBC) - 비니(켄 월)
- 레니게이드 (MBC) - 랜노(로렌조 라마스)
- 초원의 집 (MBC) - 아빠(마이클 랜던)
- 탐정 스펜서 (KBS) - 스펜서(로버트 유릭)
- 대마법사 멀린 (KBS) - 볼티컨 왕(룻거 하우어)
- 엠파이어 (KBS) - 안토니우스(빈센트 리건)

### TV 드라마
- 풍운 (KBS) - 오장경
- 독립문 (KBS) - 전봉준
- 나의 어머니 (MBC)

### 광고
- 광동제약 - 썬키스트 훼미리쥬스
- 신영와코루 - 케미거들
- 스킨푸드 - 다이나믹스화장품
- LS산전 - 가스보일러 하트
- 삼호F&B - 삼호맛살, 삼호어묵
- 행남자기
- 삼성제약 - 마시는 우황첨심원
- 삼진제약 - 로제톤
- 동아제약  - 솔표 비지니스, 우황청심원
- 후지필름 - 수퍼200
- 동아제약 - 챔프
- 쿠쿠홈시스 이다도시친정가는날 편, 쿠쿠하세요 편
- 위니아전자 - 디지탈TV(권희덕)
- 영진약품 - 판
- 로얄어페렬 - 로얄와이셔츠
- GS칼텍스 - 테크론 시그마6
- SWC - 돌체
- Hy - 슈퍼100, 야쿠르트
- 대동벽지 - 실크로드
- 팬택 - 스카이
- 일화 - 천연사이다
- 금영
- 현대오일뱅크
- 고려제약 - 하벤F
- 쥬리아화장품 - 로제드비 메이크업
- 코닥필름
- 보령제약 - 아데나씨
- 미래에셋대우
- SK케미칼 - 트라스트
- SK텔레콤 -   KBS 뉴스 8 밤 8시 시보(1998년,주말연속극[6] 및 KBS 뉴스 8 시작 전)
- 대한항공
- 매일유업 - 매일요구르트
- 금강제화 - 랜드로바, 엘칸토, 엘칸토비잔티움, 러브스카라비, 리갈, 리차드, 마이다스 등
- 롯데백화점
- KB국민카드 - 국민비자카드
- 르노삼성자동차 - SM5, 삼성자동차카드, 삼성이만들면다릅니다 편 등
- SK플래닛 - 11번가, 라디오광고
- SC존슨 - 터치미
- LG생활건강 - 차밍무스, 차밍비누, 차밍마일드샴푸, 차밍샴푸 비젼 등
- LF - 타운젠트
- 동서식품 - 맥스웰캔커피, 맥스쿨
- 롯데제과 - 더블비얀코, 목캔디, 노타임껌, 아세로라껌, 정통만두 등
- 일양약품 - 원비디, 영비천, 영비천마일드
- LG전자 - 더블VTR, 카오스세탁기, 싱싱냉장고김장독, 싱싱냉장고육각수, 비디오무비, OK세탁기, 미라클알파, 포키TV,아트비전, 슈퍼미라클, 더블메리트VTR, 슈퍼메리트VTR , 바이오에어콘 초절전 등
- 부광약품 - 타코나
- 삼성전자 - 문단속냉장고독립만세, 삼성에어컨, 삼성하이쿨에어컨, 삼성팩시밀리, 손빨래세탁기, 수중강타세탁기 등
- 애경산업 - 퍼펙트
- 현대해상화재보험
- 현대자동차 - 스텔라, 그레이스, 프레스토, 엘란트라, EF쏘나타 등
- 금호타이어 - 첨단기술의 타이어, 정상의 금호타이어, 항공기 타이어, 파워레이서60, 파워레이서, 파워레이서2 등
- 대웅제약 - 우루사
- 코렉스자전거
- 우리은행
- KCC
- 르노삼성자동차
- 신한은행
- 코웨이
- SK텔레콤 - 디지털011, 스피드011, 디지털017 등
- 한국GM - 르망, 르망레이서, 로얄프린스, 프린스, 에스페로, 빅제로 등
- 쌍용자동차 - 코란도 훼미리
- KT - 국제전화001, LTE워프
- 동화약품 - 판콜
- 한독 케토톱
- 공익광고협의회 - 문화창달, 포도송이, 마약추방, 신소비문화편, 똑똑한소비편 등
- 기아자동차 - 뉴 베스타, 하이베스타, 스포티지, 세피아, 프라이드베타, 프레지오 등
- GC녹십자 - 제놀
- S-OIL

## 같이 보기
- 한국방송 성우극회
- 박기량
- 배한성
- 설영범
- 김성희